# Pearl Bailey
Pearl Bailey (Newport News, 1918. március 29. – Philadelphia, 1990. augusztus 17.) Oscar-díjas, Tony-díjas amerikai színésznő, énekesnő.

## Pályafutása
Pearl Bailey a Virginia állambeli Newport Newsban született (ahol Ella Fitzgerald is) Joseph tiszteletes és Ella Mae Bailey gyermekeként. Három testvére volt, Virgie és Eura, valamint Willie „Bill” Bailey (aki táncolt például 1989-ben a Taps (Csapolás) című filmben).
Pearl Bailey cree indián származású volt. A gimnáziumi érettségi után Norfolkba ment, ahol felsőoktatást nyújtottak a fekete hallgatók számára is. Itt Ruth Brown volt az egyik osztálytársa.
Már 15 éves korában színpadon volt. A testvére, Bill Bailey javaslatára elindult egy amatőr versenyen és megnyerte. Később megnyert egy hasonló versenyt a Harlem Apollo Színházban is. Láthatóvá vált számára a színpadi karrier.
Énekelni és táncolni kezdett Philadelphia szórakozóhelyein. Rövidesen fellépett a keleti part más szórakozóhelyein is.
A második világháború idején bejárta az országot fellépve az amerikai katonák előtt. A háború után New Yorkban telepedett le; Cab Calloway és Duke Ellington mellett lépett fel. 1946-ban debütált a Broadwayen, a St. Louis Woman-ben, amiért Donaldson-díjat nyert a legjobb Broadway-újoncként.
Az ABC tévében „The Pearl Bailey Show”-val ért el sikereket, amelyben számos neves vendége volt, köztük például Lucille Ball, Bing Crosby, Louis Armstrong.
Bailey egy tulajdonában volt egy kosztümjét a National Museum of African American History and Culture őrzi.

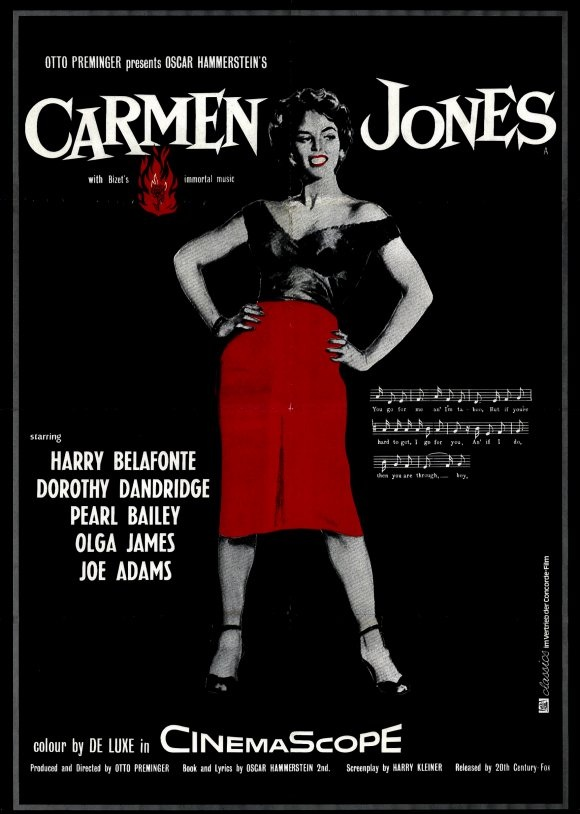

## Albumok
- Pearl Bailey Entertains (1950-1953)
- Birth of the Blues (1952)
- Cultured Pearl (1952)
- I'm with You (1953)
- Say Si Si (1953)
- Around the World with Me (1954)
- Carmelina (1955)
- The Intoxicating Pearl Bailey (1956)
- The One and Only Pearl Bailey Sings (1956)
- Gems by Pearl Bailey (1958)
- Porgy & Bess, original motion picture soundtrack (1959; Grammy-díj)
- Pearl Bailey A-Broad (1959)
- Pearl Bailey Sings for Adults Only (1959)
- Pearl Bailey Plus Margie Anderson Singing the Blues (1960?)
- More Songs for Adults Only (1960)
- For Adult Listening (1960)
- Naughty but Nice (1960)
- Songs of the Bad Old Days (1960)
- Pearl Bailey Sings the Songs of Harold Arlen (1961)
- Come On, Let's Play with Pearlie Mae (1962)
- Happy Sounds (1962)
- All About Good Little Girls and Bad Little Boys (1963)
- C'est La Vie (1963)
- Les Poupées de Paris (1964)
- Songs By James Van Heusen (1964)
- The Risque World of Pearl Bailey (1964)
- For Women Only (1965)
- The Jazz Singer (1965)
- After Hours (1969)
- Pearl's Pearls (1971)
- Pearl Bailey Archive (1982)
- 16 Most Requested Songs (1991)
- Won't You Come Home, Pearl Bailey? (1993, 2018)
- It's a Great Feeling (1995)
- More of the Best (1996)
- Ain't She Sweet! (2000)
- Cocktail Hour (2001)
- Personality (2002)

## Filmek
- Variety Girl (1947)
- Isn't It Romantic? (1948)
- Carmen Jones (1954; fsz.: Dorothy Dandridge, Harry Belafonte, Pearl Bailey)
- That Certain Feeling (1956)
- St. Louis Blues (1958)
- Porgy and Bess (1959; Maria)
- All the Fine Young Cannibals (1960)
- Hello, Dolly! (musical) (1967; Tony-díj)
- The Landlord (1970)
- Tubby the Tuba (1975) – Mrs. Elephant (hang)
- Norman... Is That You? (1976)
- The Fox and the Hound (1981) Big Mama, (bagoly − hang)

## Díjak
- 1967: Tony-díj
- 1977: Oscar-díj
- 1986: Emmy-díj
- 1976: életműdíj
- 1988: elnöki szabadságérem